# De Grote Suriname-tentoonstelling
De Grote Suriname-tentoonstelling was een tentoonstelling van 5 oktober 2019 tot en met 1 maart 2020 over Suriname in de Nieuwe Kerk in Amsterdam.

## Achtergrond
De tentoonstelling liep vooruit op 25 november 2020, waarop 45 jaar Surinaamse onafhankelijkheid werd herdacht. De opzet volgde een trend die op dat moment ook in allerlei andere musea te zien was, waarin het verhaal over de Nederlandse koloniale tijd niet vanuit een witte monocultuur werd verteld, maar door mensen of nazaten uit de kolonie zelf.
Begin januari 2020, drie maanden na de opening, was de grens van honderdduizend bezoekers gepasseerd en werd besloten de duur van de tentoonstelling met een maand te verlengen, tot 1 maart 2020. Voor de Nieuwe Kerk was het de best bezochte tentoonstelling in tien jaar tijd.

## Presentatie
De tentoonstelling was een samenstel van verschillende presentatievormen:
- Collectie. Er werden meer dan driehonderd voorwerpen getoond, variërend van archeologische vondsten en historische foto's tot hedendaagse en toegepaste kunst en kledingstukken.[1]
- Persoonlijke invalshoeken. Er waren video- en audio-opnames waarop Surinamers uit alle bevolkingsgroepen zelf aan het woord kwamen.[1]

Aan de tentoonstelling was een fotowedstrijd gekoppeld en een theaterproductie van John Leerdam met muziek van Harto Soemodihardjo. Daarnaast werd er samengewerkt met een groot aantal musea, kunstenaars, verzamelaars en archieven, uit zowel Suriname als Nederland.

## Galerij
|  |  |
|  |  |